# Compsonema fructosum
Espèce
Compsonema fructosum est une espèce d'algues brunes de la famille des Scytosiphonaceae selon AlgaeBase (29 oct. 2012), de celle des Myrionemataceae selon ITIS (29 oct. 2012). 